# Newsteadia samoana
Newsteadia samoana är en insektsart som beskrevs av Morrison 1952. Newsteadia samoana ingår i släktet Newsteadia och familjen vaxsköldlöss. Inga underarter finns listade i Catalogue of Life.